# Radstadt
Radstadt – miasto w Austrii, w kraju związkowym Salzburg, w powiecie St. Johann im Pongau. Liczy 4700 mieszkańców (2001).
Z Radstadt pochodzi Doresia Krings, austriacka snowboardzistka, medalistka mistrzostw świata.
W mieście rozwinął się przemysł samochodowy, mięsny oraz drzewny.